# Surinam Airways
Surinam Airways (niederländisch Surinaamse Luchtvaart Maatschappij, kurz SLM) ist die nationale Fluggesellschaft Surinames mit Sitz in Paramaribo und Basis auf dem Flughafen Paramaribo/Zanderij.

## Geschichte
Die heutige SLM wurde 1955 gegründet. Am 7. Januar 1955 begann sie mit zwei neuen Cessna 170B einen inländischen Liniendienst zwischen dem Flugplatz Zorg en Hoop in Paramaribo und Moengo. Nachdem einer der beiden Mitbegründer der Fluggesellschaft, Ronald Kappel 1959 tödlich verunglückt war, kaufte die surinamische Regierung 1962 von Herman van Eyck, dem letzten verbliebenen privaten Teileigentümer die Anteile an der Gesellschaft ab. Am 30. August 1962 wurde die SLM ein Staatsbetrieb. Ab 1964 beteiligte sich die SLM zusammen mit der Antilliaanse Luchtvaart Maatschappij und der KLM Royal Dutch Airlines an dem Liniendienst zwischen Paramaribo und Curaçao, mit Zwischenlandungen in Georgetown (Guyana) und Port of Spain (Trinidad). Die SLM verfügte zu dieser Zeit allerdings über kein eigenes Flugzeug auf dieser Strecke. Die Teilnahme der SLM beschränkte sich ursprünglich auf das Kabinenpersonal sowie Marketingaktivitäten in den beiden benachbarten Guyanas, den Hauptstädten Cayenne und Georgetown. Später kamen auch Piloten dazu.
Den ersten transatlantischen Flug führte die SLM am 2. November 1975 in eigener Verantwortung mit einer von KLM gecharterten Douglas DC-8 aus. Die Maschine war in dem eigenen Farbschema lackiert und wurde „25. November“ getauft, nach dem Datum der anstehenden Unabhängigkeit von Suriname.

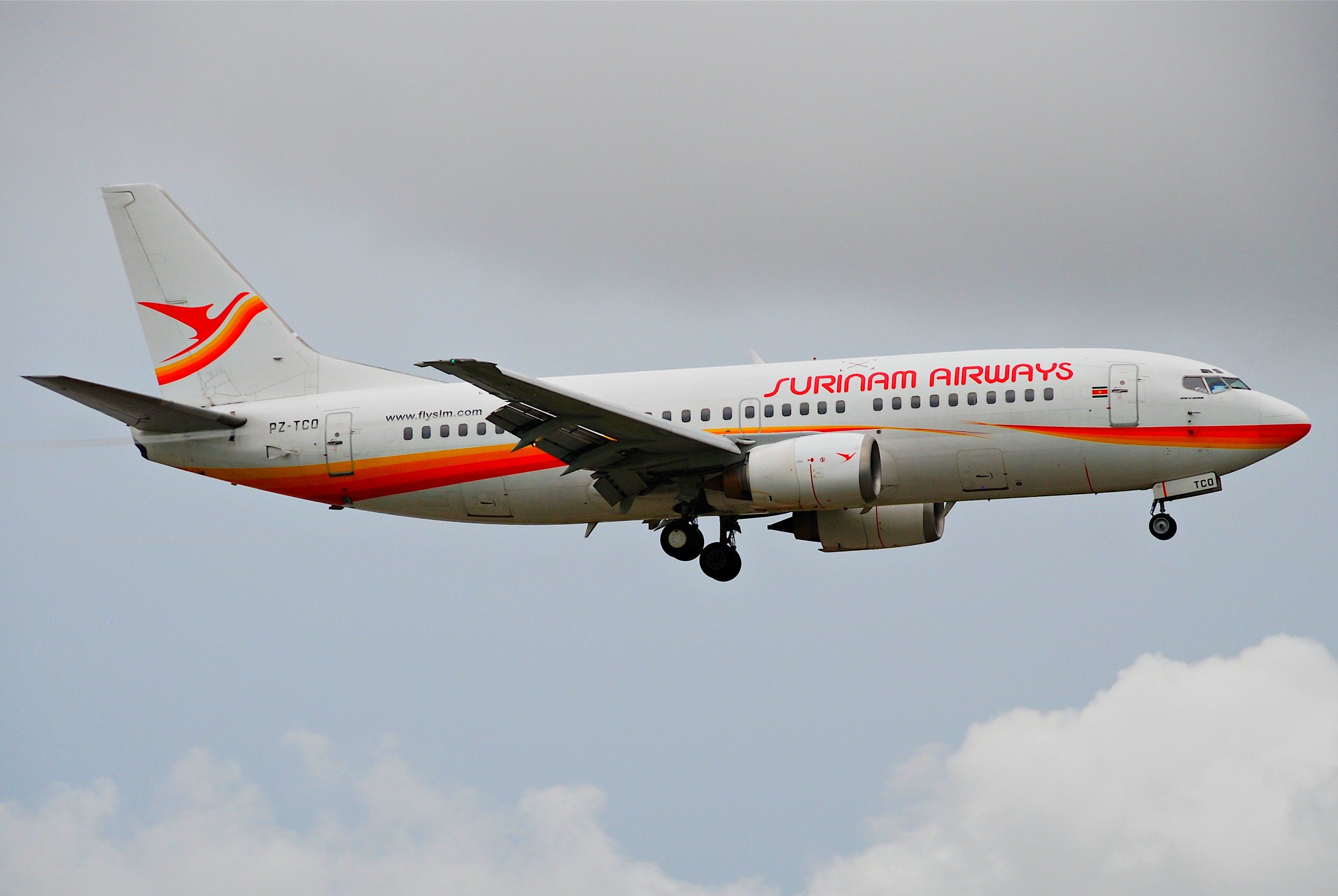
Boeing 737-300 der Surinam Airways

Surinam Airways übernahm 2004 eine Boeing 747-300 von KLM, welche am 11. August 2004 auf den Namen eines der Mitbegründer der Surinam Airways, Ronald Elwin Kappel, getauft wurde. Im Dezember 2009 wurde die Boeing 747 durch einen von Air France übernommenen Airbus A340-300 ersetzt. Der mit 317 Sitzplätzen etwas kleinere Airbus erhielt den Namen Palulu.
Der Airbus A340-300 wurde im Dezember 2015 durch den Airbus A340-313X mit 315 Sitzplätzen ersetzt.
Im Oktober 2021  ist es in letzter Minute gelungen, eine Beschlagnahme ihrer von Gläubigern unterhaltenen Vermögenswerte zu verhindern.
Seit November 2023 besteht die Flotte der SLM aus drei Flugzeugen. Einem Airbus A340-300 für die transatlantische Verbindung nach Amsterdam und zwei Boeing 737-800 für die regionalen Routen.

## Flotte

### Aktuelle Flotte
Mit Stand April 2025 besteht die Flotte der Surinam Airways aus zwei Flugzeugen mit einem Durchschnittsalter von 17,9 Jahren:
| Flugzeugtyp    | Anzahl | bestellt | Anmerkungen               | Sitzplätze (Business/Economy) | Durchschnittsalter |
| -------------- | ------ | -------- | ------------------------- | ----------------------------- | ------------------ |
| Boeing 737-800 | 2      |          | mit Winglets ausgestattet | 162 (12/150) 150 (12/138)     | 17,9 Jahre         |
| Gesamt         | 2      | -        |                           |                               | 17,9 Jahre         |

### Ehemalige Flugzeugtypen
- Airbus A340-300
- Boeing 777-200ER
- Boeing 737-200
- Boeing 737-300
- Boeing 737-700
- Boeing 747-300

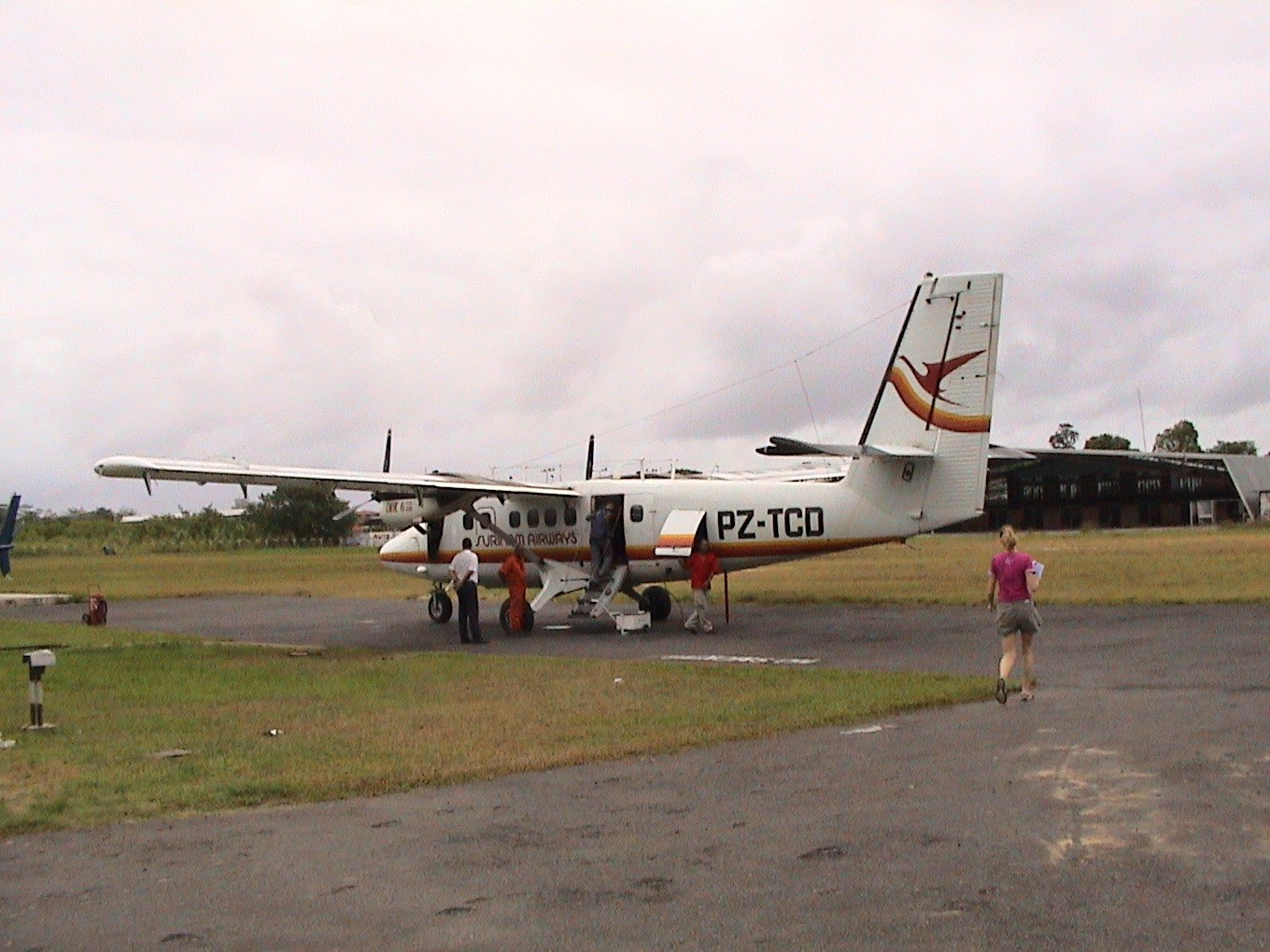
de Havilland Canada DHC-6 Twin Otter der Surinam Airways

- de Havilland Canada DHC-6 Twin Otter
- De Havilland DHC-8-300
- Douglas DC-8-50
- Douglas DC-8-60
- Douglas DC-9-50
- McDonnell Douglas MD-82
- McDonnell Douglas MD-87

## Zwischenfälle

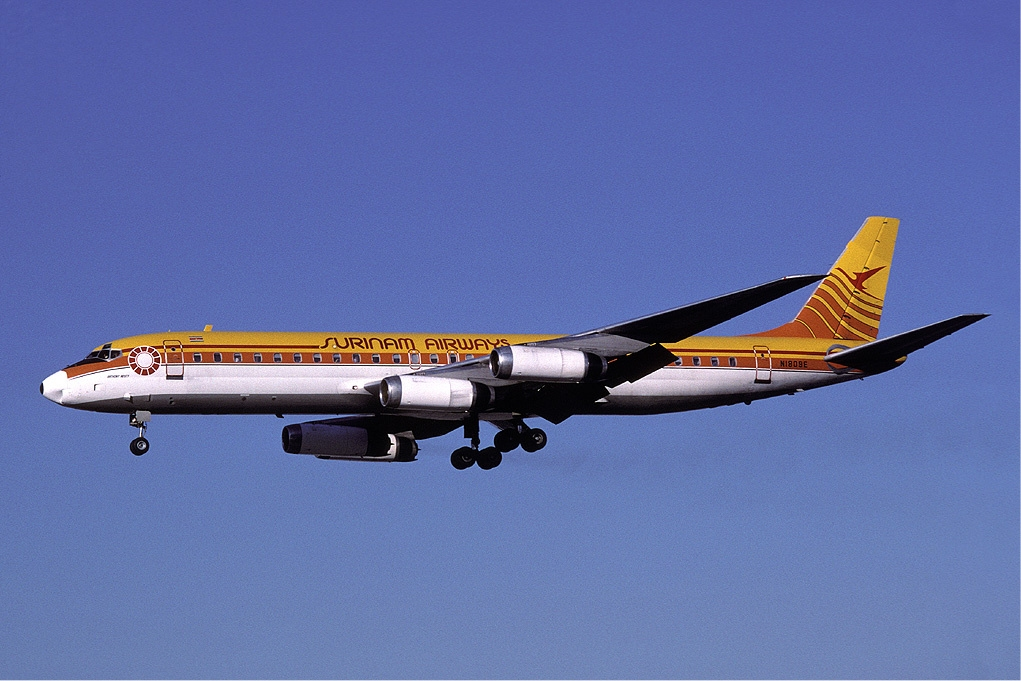
Die Unfallmaschine drei Monate vor dem gesteuerten Flug ins Gelände

- Am 5. Mai 1978 wurde eine Douglas DC-6A der Surinam Airways (Luftfahrzeugkennzeichen N3493F) im Anflug auf den Flughafen Suriname/Zanderij (Surinam) bei 200 Metern Sicht 1800 Meter vor der Landebahn in Bäume geflogen. Das Flugzeug wurde irreparabel beschädigt. Diesen CFIT (Controlled flight into terrain) überlebten alle drei Besatzungsmitglieder, die einzigen Insassen auf dem Frachtflug.[8]

- Am 7. Juni 1989 wurde drei Kilometer vor dem Flughafen Suriname/Zanderij eine Douglas DC-8-62 der Surinam Airways (N1809E) in den Boden geflogen. Bei Nebel wurde das Flugzeug zu tief angeflogen, unterschritt die vorgeschriebene Entscheidungshöhe um mehr als 110 Meter (360 ft) und kollidierte mit Bäumen. Bei diesem Controlled flight into terrain (CFIT) starben 167 der 178 Passagiere sowie alle neun Besatzungsmitglieder. Der aus den USA ausgeliehene Kapitän hatte die damals gültige Altersgrenze von 60 Jahren bereits um sechs Jahre überschritten und hatte keinen gültigen Überprüfungsflug auf der DC-8 absolviert (siehe auch Surinam-Airways-Flug 764).[9]